# Geologia mediului
Geologia mediului este o ramură mai recentă ce urmărește identificarea ariilor cu risc geologic (seismic, vulcanic, etc.) și stabilirea celor mai adecvate măsuri pentru reducerea efectelor acestora, are în vedere protecția mediului geologic.